# Sahara Stadium Kingsmead
Der Sahara Stadium Kingsmead ist ein Cricket-Stadion in der südafrikanischen Stadt Durban. Das Stadion dient als Heimstätte des Dolphins.

## Kapazität und Infrastruktur
Das Stadion hat eine Sitzplatzkapazität von 25.000 Plätze. Die beiden Ends heißen Umgeni End und Old Fort End.

## Nutzung
Internationales Cricket wird in dem Stadion seit 1923 gespielt, wurde jedoch 1970 mit dem Stopp des internationalen Crickets in Südafrika eingestellt. Erst ab 1991 ging es daher weiter, wobei in diesem Stadion der erste Test nach der Wiederzulassung Südafrikas ausgetragen wurde. Beim Cricket World Cup 2003 fanden hier fünf Partien statt, inklusive eines Halbfinales. Auch bei der ICC World Twenty20 2007 fanden hier mehrere Spiele statt, darunter ein Halbfinale.